# Cognac-la-Forêt
Cognac-la-Forêt ist französische Gemeinde mit 1199 Einwohnern (Stand 1. Januar 2022) im Département Haute-Vienne in der Region Nouvelle-Aquitaine. Sie gehört zum Arrondissement Rochechouart und zum Kanton Rochechouart.

## Geografie
im Regionalen Naturpark Périgord-Limousin. Die Vienne bildet im Nordwesten die Grenze zu Saint-Brice-sur-Vienne. Die weiteren Nachbargemeinden sind im Uhrzeigersinn Saint-Victurnien, Sainte-Marie-de-Vaux, Saint-Yrieix-sous-Aixe, Saint-Priest-sous-Aixe, Séreilhac, Saint-Laurent-sur-Gorre, Saint-Cyr, Saint-Auvent und Saint-Martin-de-Jussac.

## Geologie
In Cognac-la-Forêt gibt es den sogenannten Cognac-la-Forêt-Leukogranit als Teil des Saint-Mathieu-Leukogranits.

## Bevölkerungsentwicklung
| Jahr                       | 1962 | 1968 | 1975 | 1982 | 1990 | 1999 | 2008 | 2013 | 2020 |
| Einwohner                  | 1043 | 951  | 801  | 864  | 893  | 890  | 1047 | 1102 | 1191 |
| Quellen: Cassini und INSEE |      |      |      |      |      |      |      |      |      |

## Sehenswürdigkeiten
- Totenleuchte, Monument historique

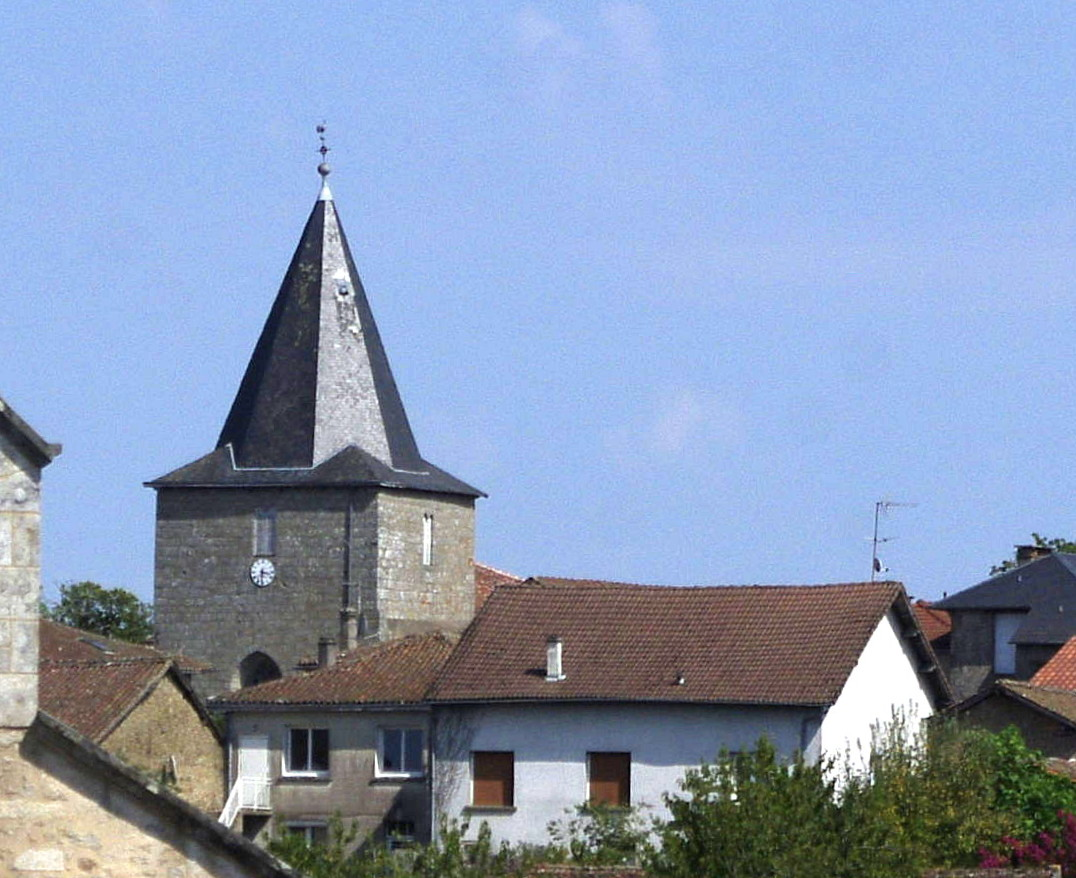
Kirche Saint-Priest
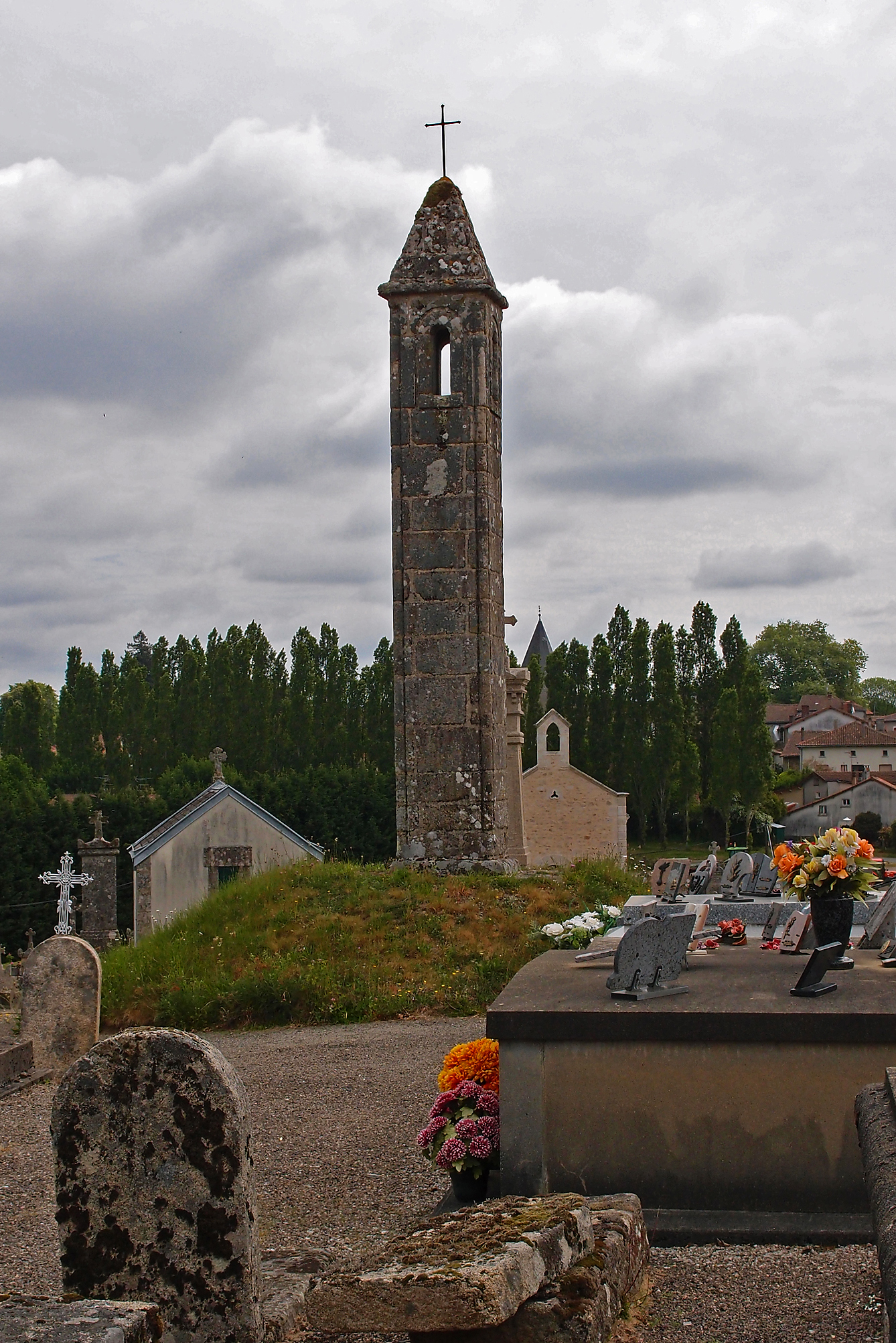
Totenleuchte
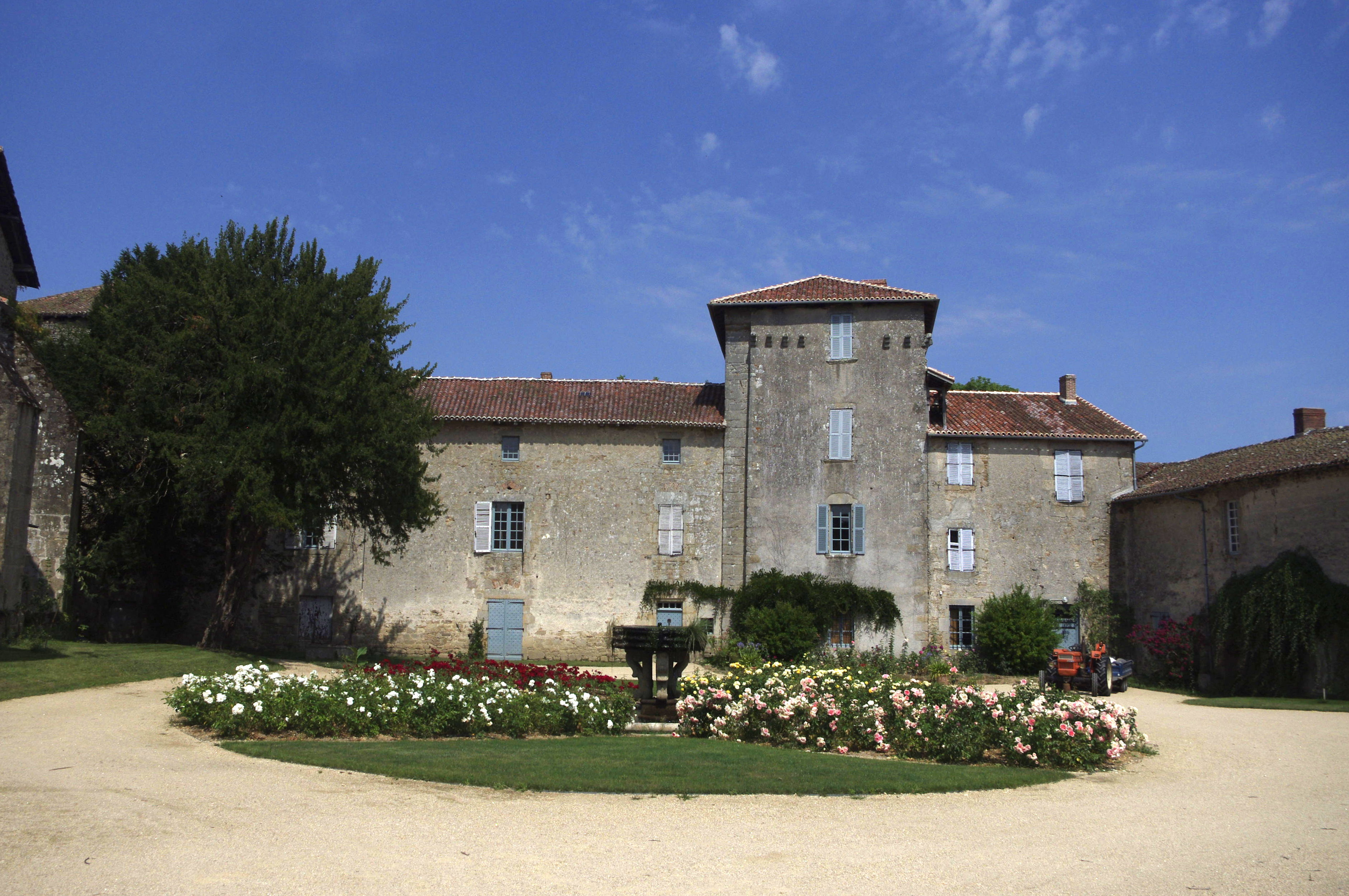
Schloss
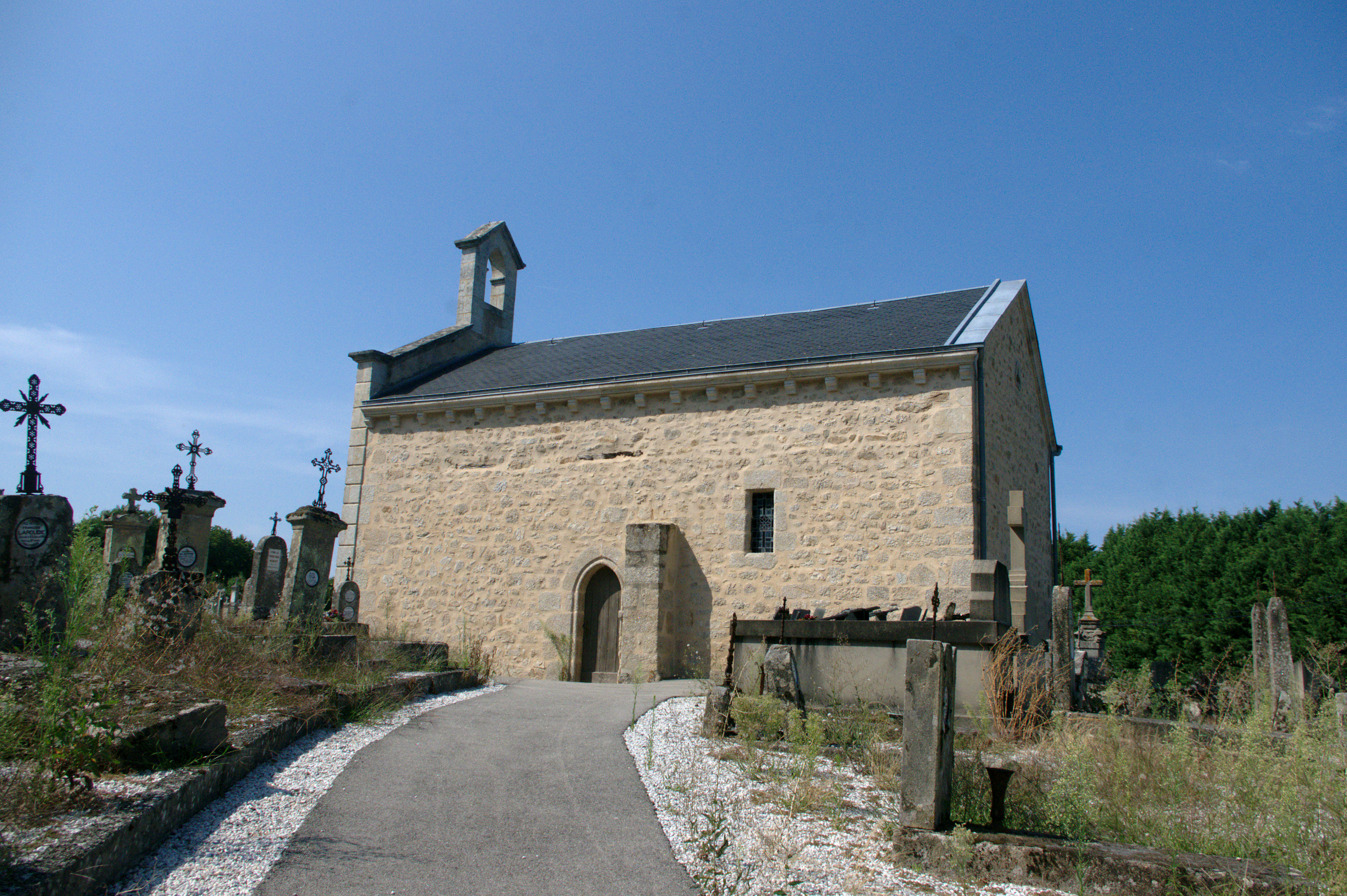
Friedhofskapelle